# Maximisation du profit
 (juin 2011).
Si vous disposez d'ouvrages ou d'articles de référence ou si vous connaissez des sites web de qualité traitant du thème abordé ici, merci de compléter l'article en donnant les références utiles à sa vérifiabilité et en les liant à la section « Notes et références ».

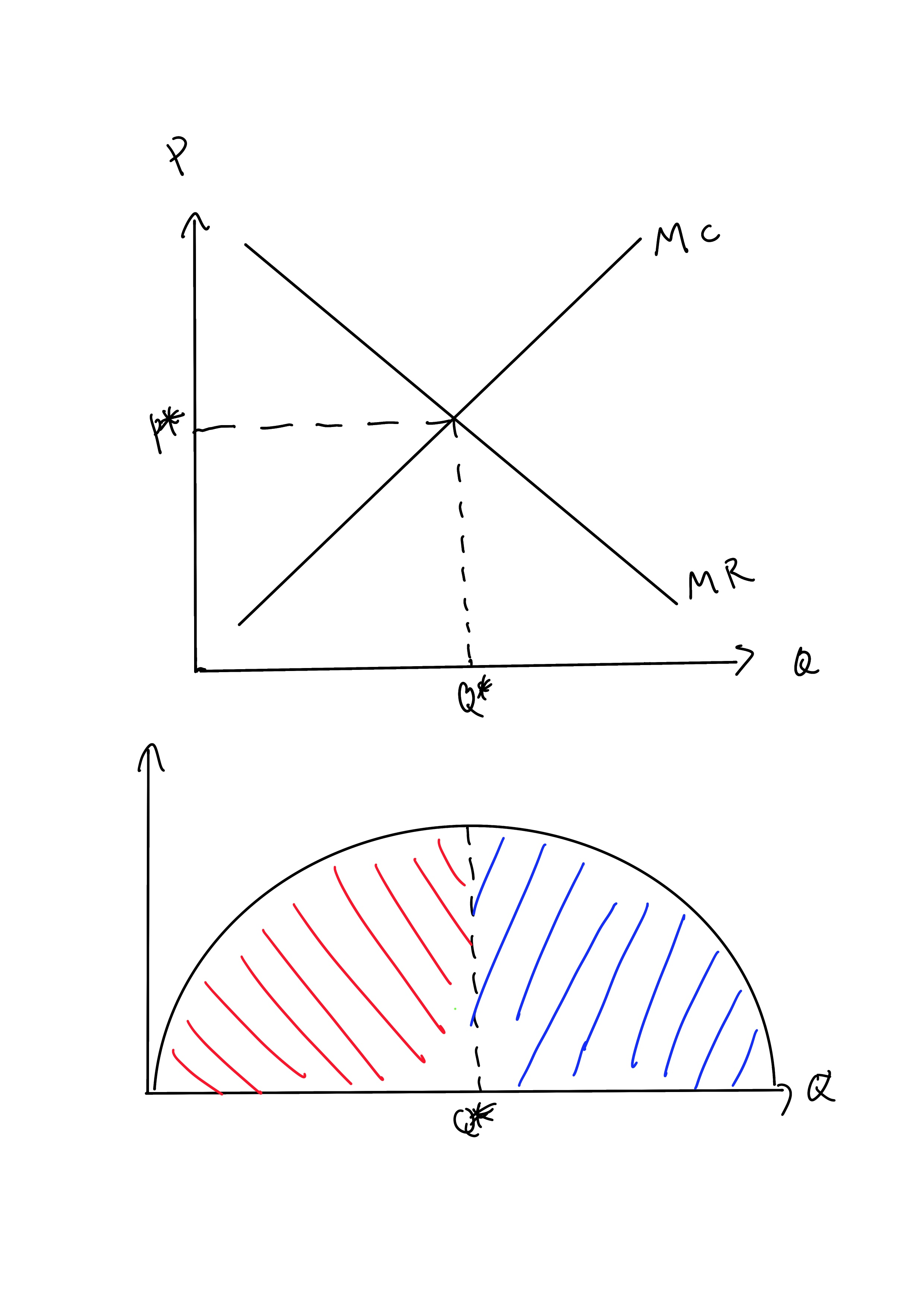
Exemple de diagramme sur le processus de maximisation du profit

En économie, la maximisation du profit est le processus par lequel une entreprise détermine le niveau des prix et de sortie qui génère le plus grand profit. 
Il existe plusieurs approches à ce problème. La méthode du coût total des recettes totales se fonde sur le fait que le profit est égal au coût des recettes en moins, et la méthode du coût marginal de recettes marginales est basée sur le fait que le profit total dans un marché parfaitement concurrentiel atteint son point maximum où le revenu marginal est égal au coût marginal.

## Définitions de base
Les frais engagés par une entreprise peuvent être classés en deux groupes : les coûts fixes et coûts variables. Les coûts fixes sont engagés par l'entreprise à tout niveau de production, y compris une production nulle. Il peut s'agir d'entretien de l'équipement, le loyer, les salaires et l'entretien général. Les coûts variables changent avec le niveau de production, augmente à mesure que plus de produit est généré. Matériaux consommés lors de la production ont souvent le plus grand impact sur cette catégorie. coûts fixes et coûts variables, combinées, le coût égal au total.
Les recettes sont la somme d'argent qu'une entreprise reçoit de ses activités habituelles, généralement de la vente de biens et de services (par opposition aux fonds provenant des ventes de sécurité tels que les actions ou l'émission de la dette).
Le coût marginal et du revenu, selon que l'approche de calcul est prise ou non, sont définis comme étant soit le changement de coût ou de revenu que chaque unité supplémentaire est produite, ou la dérivée de coût ou de revenu par rapport à la production de quantité. Il peut aussi être définie comme l'addition du coût total ou le revenu que d'accroître la production par une seule unité. Par exemple, en prenant la première définition, si les coûts d'une entreprise sont de 400 USD pour produire 5 unités et de 480 USD pour en produire 6, alors le coût marginal de la sixième unité est d'environ 80 dollars. Le calcul est capable de fournir des réponses plus précises si les équations de régression peuvent être fournis.

## Total des revenus - méthode du coût total
La maximisation du profit - L'approche "Totaux"
Pour obtenir la maximisation du profit, nous commençons par reconnaître que le profit est égal au total des revenus (TR) - le coût total (TC). Avec un tableau des coûts et des revenus pour chaque quantité, nous pouvons soit résoudre les équations, soit tracer les données directement sur un graphique. Trouver la sortie de maximisation du profit est aussi simple que de trouver la sortie à laquelle le profit atteint son maximum. Cela est représenté par la sortie Q sur le schéma.
Il y a deux façons de prouver graphiquement que Q est optimale. Premièrement, la courbe de profit est à son maximum en ce point (A). Deuxièmement, au point (B), la tangente sur la courbe du coût total (TC) est parallèle à la courbe de revenu total (TR), ce qui signifie que l'excédent des recettes nettes des coûts (B, C) est à son maximum. Vu que le revenu total - les coûts totaux = but lucratif, les segments C et B sont égaux à la longueur des segments A et Q. 

## Méthode de coût marginal des revenus marginaux
La maximisation du profit en utilisant l'approche marginale
Un autre argument dit que pour chaque unité vendue, le bénéfice marginal (Mπ) = revenu marginal (MR) - coût marginal (MC). Ensuite, si le revenu marginal est supérieur au coût marginal, le bénéfice marginal est positif. Si le revenu marginal est inférieur au coût marginal, le bénéfice marginal est négatif. Lorsque le revenu marginal est égal au coût marginal, le bénéfice marginal est nul. Considérant qu'il y a augmentation de profit total lorsque le profit marginal est positif (et diminution lorsque le profit marginal est négatif), l'objectif est d'atteindre un maximum où le profit marginal est de zéro ou lorsque coût marginal = revenu marginal. S'il y a deux endroits où cela se produit, le profit maximum est atteint lorsque le producteur a collecté un profit positif jusqu'à l'intersection de MR et MC (zéro but lucratif sont recueillis), mais ne continueraient pas après (par opposition aux vice-versa), ce qui représente un but lucratif minimum. En ce qui concerne le calcul, l'intersection correcte de MC et MR se produit lorsque :
{\displaystyle {\frac {dMR}{dQ}}<{\frac {dMC}{dQ}}}
L'intersection de MR et MC est indiqué dans le schéma suivant le point A. Si l'industrie est parfaitement concurrentielle (comme cela est supposé dans le schéma), l'entreprise fait face à une courbe de demande (D) qui est identique à sa courbe de revenu marginal (MR), ce qui est une ligne horizontale à un prix déterminé par l'offre et la demande de l'industrie. La moyenne des coûts totaux est représentée par la courbe de l'ATC. Le total des profits économiques est représenté par la zone P, A, B, C. La quantité optimale (Q) est la même que la quantité optimale (Q) dans le premier diagramme. 
Si l'entreprise opère dans un marché non concurrentiel, des changements mineurs devraient être faits pour les diagrammes. Par exemple, le revenu marginal aurait un gradient négatif, en raison de la courbe de la demande globale du marché. Dans un environnement non-compétitif plus complexe, des solutions maximisant le profit impliqueraient l'utilisation de la théorie des jeux.
[Modifier] Méthode Maximiser les revenus
Dans certains cas, la demande d'une entreprise et les conditions de coût sont tels que les bénéfices marginaux sont supérieurs à zéro pour tous les niveaux de production. Dans ce cas, la règle Mπ = 0 doit être modifiée et l'entreprise doit maximiser les revenus. Autrement dit, la maximisation du profit quantité et le prix peut être déterminé par la mise en revenu marginal égal à zéro. La recette marginale est égale à zéro lorsque la courbe de recette marginale a atteint sa valeur maximale. Un exemple serait un vol aérien régulier. Les coûts marginaux de voler la route sont négligeables. La compagnie aérienne de maximiser les profits en remplissant tous les sièges. La compagnie aérienne serait de déterminer les conditions Πmax par l'optimisation des recettes. [pas clair]

## Changements dans les coûts totaux et la maximisation des profits
Une entreprise maximise son profit en exploitation lorsque le coût marginale des revenus est égal au coût marginal. [pas clair] Un changement dans les coûts fixes n'a pas d'effet sur la maximisation du profit de sortie ou de prix. Le cabinet traite seulement à court terme les coûts fixes des coûts irrécupérables et continue à fonctionner comme avant. Ceci peut être confirmé graphiquement. En utilisant le diagramme illustrant la méthode du coût total des recettes totales de l'entreprise maximise ses profits à l'endroit où la pente de la ligne de coût total et la ligne de recettes totales sont égales. Un changement dans le coût total serait la cause de la courbe de coût total pour le changement par le montant de la variation. Il serait sans effet sur la courbe du revenu total ou la forme de la courbe du coût total. Par conséquent, le point de la maximisation du profit resterait le même. Ce point peut aussi être illustrée par le diagramme de la méthode du coût marginal des recettes marginales. Un changement du coût fixe n'aurait aucun effet sur la position ou la forme de ces courbes.

## Majoration
En plus d'utiliser des méthodes pour déterminer le niveau optimal d'une entreprise de production, une entreprise peut également fixer un prix pour maximiser ses profits. La maximisation du profit demande à l'entreprise de produire là où le revenu marginal est égal au coût marginal. Les gestionnaires de l'entreprise sont peu susceptibles d'avoir des informations complètes sur leur fonction de recette marginale ou leurs coûts marginaux. Heureusement, les conditions de maximisation du profit peuvent être exprimées grâce à une forme plus facilement applicable (ou règle de base). La première étape consiste à réécrire l'expression de revenu marginal que MR = ΔTR / AQ = (PΔ Q + QΔP) / AQ = P + QΔP / AQ [5] Le revenu marginal d'une unité de quantité supplémentaire a deux parties : première fois, le chiffre d'affaires du cabinet gains de la vente des unités supplémentaires ou PΔQ. [pas clair] Les unités supplémentaires sont appelés les unités marginales. La production d'une unité supplémentaire et la vente d'un P apporte des revenus de P. D'autre part, les recettes de l'entreprise perd sur les unités qu'il aurait pu vendre à un prix plus élevé. Ces unités perdues sont appelés les unités infra-marginal. C'est la vente des résultats de l'unité supplémentaire dans une petite baisse de prix qui réduit les recettes de toutes les unités vendues. Q (AP / AQ) Ainsi MR = P + Q (AP / AQ) = P + P (Q / P) ((AP / AQ) = P + P (1 / (PED), puis en définissant . MR = MC MC = P + P (1 / (PED) P - MC / P = - 1/PED P = MC / 1 + (1/PED) La règle optimale est de balisage:
```
   (P - MC) / P = 1 /-Ep
```

```
   ou
```

```
   P = (Ep / (1 + Ep)) MC [7]
```

Lorsque MC est égal au coût marginal et Ep est égale à l'élasticité-prix de la demande de l'entreprise (et non le marché PED). Ep est un nombre négatif. Par conséquent,-Ep est un nombre positif.
En anglais, la règle est que la taille de la balise est inversement proportionnelle à l'élasticité prix de la demande pour un bien.
La règle de balisage optimal implique également qu'une entreprise non-concurrence produira sur la région élastique de sa courbe de demande du marché. Les coûts marginaux est positive. Le terme 1 / Ep-serait positif que si les PED est compris entre -1 et-α qui est, si la demande est élastique.

## MPL, LPMR et la maximisation des profits
La règle générale est que l'entreprise maximise son profit en produisant la quantité de production où le revenu marginal et coût marginal. La question de la maximisation du profit peut aussi être abordé du côté entrée. C'est, quelle est la maximisation du profit l'utilisation de la variable d'entrée ? Pour maximiser les profits de l'entreprise devrait augmenter l'utilisation des « jusqu'au point où le produit d'entrée de revenu marginal est égal à son coût marginal ». Donc mathématiquement la maximisation du profit règle est LPMR = MCL Le produit marginal est la variation totale revenus par unité de changement dans la variable d'entrée suppose du travail. C'est LPMR = ΔTR / AL. LPMR est le produit du revenu marginal et le produit marginal du travail ou LPMR = MR x MPL.[pas clair]